# La Discusión (Madrid)
La Discusión fue un periódico editado en la ciudad española de Madrid durante la segunda mitad del siglo XIX, a lo largo de varias épocas. Fue fundado por Nicolás María Rivero y estuvo vinculado a ideas demócratas y republicanas.

## Historia
Tuvo tres épocas de publicación diferenciadas: 1856-1866, 1868-1874 y 1879-1887. Editado en Madrid, se imprimió en varias imprenta, la primera de ellas la de A. Morales; hacia 1870 lo hacía en una propia, a cargo de F. G. Cañas. De ideas republicanas, su fundador y primer director sería Nicolás María Rivero, aunque más adelante pasaría a ser dirigido sucesivamente por Juan Pablo Nougués, Francisco Pi y Margall y Bernardo García. Su primer número saldría a la calle en los primeros días de marzo de 1856. El 4 ya existía y el 20 de septiembre llevaba ya 171 números. El periódico, que tenía el subtítulo «diario democrático», suspendió su publicación entre el 21 de junio de 1866 y el 6 de octubre de 1868.
El periódico inició, tras la suspensión, una nueva época el 6 de octubre de 1868, que se prolongó hasta el 30 de diciembre el 1874, a lo largo del Sexenio Democrático. Durante la Restauración se publicó entre 14 de junio de 1879 y el 11 de noviembre de 1887.
Entre sus redactores se encontraron nombres como los de José Benito Amado Salazar, José Higinio Arriaga, Federico Carlos Beltrán, Calixto Bernal, Manuel Bertemati, Félix de Bona, José Bulnes, José Calderón y Llanes, Emilio Castelar, Carolina Coronado, Eduardo Chao, Ramón Chíes, Carlos Fernández Cid, Nemesio Fernández Cuesta, Raimundo Fernández Cuesta, Manuel Fernández y González, Estanislao Figueras, Francisco García López, Álvaro Gil Sanz, Carlos Godínez y Paz, Juan Bautista Guardiola, Eduardo Hernández, Daniel Jiménez, Adolfo Joarizti, Romualdo Lafuente, Victoriano López Fabra, Patricio Lozano, Victoriano Martínez Muller, Cristino Martos, Juan de Dios Mora, Juan Pablo Nougués, José María Orense, Manuel Ortiz de Pinedo, Manuel del Palacio, José Pardo Bazán, Julián Pellón y Rodríguez, Juan Manuel Pereira, Francisco Pi y Margall, Pelegrín Pomés y Miguel, Mariano Ponz, Pedro Pruneda, Lucio Quevedo, Facundo Ríos y Portilla, Luis Rivera, Roberto Robert, José Rodríguez Morales, Tomás Rodríguez Pinilla, Vicente Romero Girón, Lorenzo Rubio Caparrós, Eusebio Ruiz Chamorro, Eduardo Ruiz Pons, Juan Sala, Juan Pablo Soler, José Cristóbal Sorní, Mariano Vallejo y Marcos Zapata.